# フルートソナタ (ライネッケ)
フルートソナタ『ウンディーネ』 (Undine) 作品167は、カール・ライネッケが1882年にフリードリヒ・フーケの小説『ウンディーネ』に着想を得て作曲したフルートソナタである。
ライプツィヒ音楽院教授でゲヴァントハウス管弦楽団首席フルート奏者のヴィルヘルム・バルゲに献呈された。

## 初演
1884年1月12日、アメデ・ドゥ・フロエ (Amédée de Vroye) のフルート、作曲者自身のピアノ伴奏により、ライプツィヒにて初演。

## 編成
- フルート
- ピアノ

## 曲の構成
第1楽章 Allegro
ホ短調 6/8拍子 ソナタ形式。フルートがウンディーネを想起させる第1主題を提示する。
第2楽章 間奏曲：Allegreto vivace
ロ短調 2/4拍子 スケルツォ楽章。中間部は Più lento, quasi Andante.
第3楽章 Andante tranquilo
ト長調 4/4拍子 三部形式
第4楽章 Allegro molto agitato ed appassionato quasi Presto
ホ短調 4/4拍子 ソナタ形式。フルートが第1主題を提示する。ピアノは後を追う形になる。最後はホ長調に転じて静かに結ばれる。

## 演奏時間
約20分